# Дом А. А. Чистяковой
Дом А. А. Чистяковой — памятник деревянной архитектуры в историческом центре Нижнего Новгорода. Построен в 1841 году, по проекту первого городового архитектора Г. И. Кизеветтера.
Здание является частью застройки древнейшего Верхнего Посада Нижнего Новгорода. Представляет собой образец деревянной и каменно-деревянной архитектуры Нижнего Новгорода XIX — начала XX веков.
Здание являлось главным усадебным домом городской усадьбы середины XIX века. В оформлении фасада здания использованы высокохудожественные элементы нижегородской глухой резьбы, аналоги которых в Нижнем Новгороде больше не сохранились: уникальные резные элементы, имитирующие лепнину, свидетельствуют о воплощении в облике главного фасада стилистики позднего классицизма.    

## История
Дом А. А. Чистяковой является главным усадебным домом городской усадьбы середины XIX века. Выстроен в 1841 году по проекту первого городового архитектора Нижнего Новгорода Г. И. Кизеветтера для дворянки Авдотьи Александровны Чистяковой. В последующий период усадьба неоднократно переходила из рук в руки. В 1843 году была продана горбатовскому купцу третьей гильдии Фёдору Степановичу Долганову, а к середине 1860-х годов новым собственником стал ротмистр Дмитрий Константинович Балакирев. 
В период владения усадьбой Ф. С. Долганова, дом был связан с жизнью известной русской актрисы Любови Павловны Никулиной-Косицкой, которая некотрое время работала горничной в семье Долгановых. Родившаяся в семье дворовых крепостных, она стала выдающейся драматической актрисой московского Малого театра.  
В 1880 году новый владелец — купец Дмитрий Дмитриевич Душин — выстроил в усадьбе каменные службы с сушильней (дом № 12А; утрачен в 2000-е годы). Предположительно, в тот же год был отремонтирован и сам дом, вскоре перешедший к родственникам А. А. Душина, владевшим усадьбой до начала XX века.
В советский период дом и службы (надстроенные вторым этажом) усадьбы использовались как муниципальное жильё.

## Архитектура
Дом А. А. Чистяковой деревянный одноэтажный, на невысоком цоколе. Со двора имеет антресольный этаж. К основному квадратному объёму с обеих сторон примыкают сени. В основе композиции основного фасада в пять осей света лежит классицистическая структура. Равномерно расположенные окна заключены в рамочные наличники с сандриками, под окнами расположены прямоугольные филенки с декорированными резными элементами. В верхней части фасада проходит филенчатый фриз. 
В декоре парадного фасада использованы высокохудожественные элементы глухой резьбы: гирлянды под сандриками, растительный орнамент из акантовых листьев — в прямоугольных филенках под окнами, цветочные розетки фриза. Сохранилась подлинная тесовая обшивка главного фасада, скреплённая коваными гвоздями. 
Внутренняя планировка восходит к традиционному мещанскому дому с двумя отапливаемыми половинами, имеет дробные внутренние членения. В передней половине расположены парадные комнаты: зал и кабинет. В дворовой половине: небольшие комнаты, кухни, санузлы. Просторные сени ведут в кухню, там же расположена лестница на антресольный этаж.    